# Pam Korsten
Pam Korsten (5 oktober 2003) is een Nederlands handbalspeelster die sinds 2023 als rechtsbuiten uitkomt voor het Duitse VfL Oldenburg.

## Clubarrière
Korsten begon op zesjarige leeftijd met handballen bij HV BSAC.  Hierna kwam ze in Nederland ook nog uit voor Bevo HC alvorens ze haar handbalcarrière vervolgde in Duitsland. Tot 2022 kwam Korsten uit voor het Duitse TV Aldekerk. Met het jeugdteam van deze handbalclub won ze in het seizoen 2021/22 de bronzen medaille in de A-junioren Bundesliga. Ook kwam ze in hetzelfde seizoen uit voor het tweede damesteam van TV Aldekerk, waarmee ze regionaal kampioen werd. In 2022 maakte Korsten de overstap naar TuS Lindfort, actief op het tweede Duitse handbalniveau.  Tijdens het seizoen 2022/23 scheurde ze haar kruisband waardoor ze een lange tijd buitenspel stond. Na hersteld te zijn van deze blessure, ging ze voor VfL Oldenburg spelen. Met deze club komt ze uit in de Bundesliga. In een wedstrijd tegen HSG Bensheim/Auerbach kwam Korsten negen keer tot scoren.

## Interlandcarrière
Korsten kwam zesmaal uit voor het Nederlandse jeugdhandbalteam. Met ditzelfde jeugdteam kwam ze in 2019 uit op het Europees Olympisch Jeugdfestival 2019, waar ze een zilveren medaille wist te winnen.